# 嶺川貴子
嶺川 貴子（みねかわ たかこ、1969年6月3日 - ）は、日本の女性ミュージシャン。

## 来歴
福岡県生まれ、2歳を前に東京に移住。4歳より児童劇団に入り、子役としてテレビドラマやCMなどに出演。15歳の頃の1984年、原宿音楽祭でグランプリを獲得してミス原宿に選ばれ、3年間ほど俳優業を行う。堀越高等学校を経て和光大学卒業。
1990年、フリッパーズ・ギター監修のオムニバス『FAB GEAR』にカヒミ・カリィとのユニットFancy Face Groovy Nameで参加。このときの名義は、本名のアナグラムMamene Kirerie。1992年、L⇔Rに加入。1994年1月にL⇔R脱退後、1995年『CHAT CHAT』でソロデビュー。以降、国内外8枚のアルバムを発売。近年は「細野晴臣トリビュート」や「PENGUIN CAFE ORCHESTRA -tribute-」などコンピレーションCDへの参加が続く。
2000年にミュージシャンの小山田圭吾と結婚し、同年に長男米呂が誕生したが、2012年に離婚した。
2011年に知り合ったアメリカのギタリストDUSTIN WONGと交流を重ね、2013年にTAKAKO MINEKAWA & DUSTIN WONGとしてファースト・アルバム『TOROPICAL CIRCLE』を共作リリース。レコ発を含む都内でのライヴを経て、FUJI ROCK FESTIVALに出演。2014年にはセカンド・アルバム『SAVAGE IMAGINATION』をリリースし、1ヶ月に及ぶ北米ツアーを成功させ、2015年は初の中国で12都市をまわるツアーを果たすなど、お互いのソロと平行しつつ、精力的に活動している。

## ディスコグラフィー

### 国内リリース
- Chat Chat (1995/06/25) /Polystar Records
- (A Little Touch Of) Baroque In Winter (1995/12/01) /Polystar Records
- Roomic Cube - A Tiny Room Exhibition (1996/05/25) Polystar records
- Athletica (1997/02/26) Polystar Records
- Cloudy Cloud Calculator（1997/12/19) Polystar Records
- Ximer ... c.c.c. remix （1998/009/23) Polystar Records
- Recubed E.P. ...roomic cube remix (1999/01/27) Polystar Records
- Fun9 (1999/07/07) Polystar Records
- Maxi On (2000/07/12) Polystar Records

### 海外リリース
- Fantastic Cat (1997/01) March Records
- Roomic Cube - A Tiny Room Exhibition (1997/02) March Records
- Klaxion!/Fabie(1,2,3,beat it) (1997/08) March Records
- Recubed e.p. ...roomic cube remix (1998/08) March Records
- Cloudy Cloud Calculator (1999/01) Emperor Norton Records
- Ximer ... c.c.c.remix (1999/06) Emperor Norton Records
- Fun9 (1999/12) Emperor Norton Records
- Maxi On(2000/11) Emperor Norton Records

### 参加作品
- Typewriter Music Remix / Moreno＋2 (2002/3/21) /serta[~]o(Honey on the Golden Dots mix by Takako Minekawa)
- 細野晴臣 トリビュート -Tribute to Haruomi Hosono- (2007/4/25) / 「風の谷のナウシカ」坂本龍一＋嶺川貴子
- PENGUIN CAFE ORCHESTRA -tribute- / Various Artists (2007/8/8) / 「Telephone And Rubber Band」
- おやすみなさい / Compilation Album(2007/12/12) / 「あしたになったらねむくなる」
- 家族時間〜NHKみんなのうたカバー集〜 / Compilation Album (2008/12/10) / 「空にはお月さま」
- にほんのうた 第四集 / Various Artists (2010/1/27) / 「ペチカ」嶺川貴子＋rei harakami
- Christmas Songs / Various Artists (2010/11/17) / 「Listen,The Snow is Falling」
- NHK Eテレ「デザインあ」/ CORNELIUS (2013/1/23) / 「まるとしかく」

### 共同制作
- Toropical Circle (2013/05/15) / Takako Minekawa & Dustin Wong / PLANCHA/ART UNION
- Toropical Circle (2013/07/24) (Pressed on Vinyl only) / Takako Minekawa & Dustin Wong / Thrill Jockey

## 子役・俳優としての活動
（）

### テレビドラマ
- 大江戸捜査網（第3シリーズ）（テレビ東京）- 第203話「初見参お銀 仇討ち始末」1977年9月24日
- 東京メグレ警視シリーズ（朝日放送（ABCテレビ））- 第23話「警視と善良な人々」
- 桃太郎侍（日本テレビ）- 第147話「万才！桃太郎先生」
- ぬかるみの女（東海テレビ放送、フジテレビ系列）
- 木曜ゴールデンドラマ・氷点（よみうりテレビ）- 1981年4月9日
- 同心暁蘭之介（フジテレビ）- 第19話「仇討浪人うらみ花」1982年2月18日
- セーラー服通り（TBS）- 多恵子 役（レギュラー）
- 月曜ドラマランド・What's Michael?（フジテレビ）- 1986年11月24日

### 映画
- はなれ瞽女おりん（1977年11月19日公開、東宝）- おりん（少女時代）役
- 本日ただいま誕生（1979年6月23日公開、東映）
- 湘南爆走族（1987年4月25日公開、東映）- ファストフード店の店員